# NGC 2867
NGC 2867 je planetna maglica u zviježđu Kobilici.

## Vanjske poveznice
- SEDS: NGC 2867